# Ȝ
Cette page contient des caractères spéciaux ou non latins. S’ils s’affichent mal (▯, ?, etc.), consultez la page d’aide Unicode.
Ne doit pas être confondu avec les lettres latines ej ‹ Ʒ ʒ ›, epsilon réfléchi ‹ Ɜ ɜ ›, epsilon culbuté ‹ ᴈ › et et ‹ Ꝫ ꝫ ›, les lettres cyrilliques dzé abkhaze ‹ Ӡ ӡ › et zé ‹ З з ›, ou le chiffre 3.
 (mai 2022).
Si vous disposez d'ouvrages ou d'articles de référence ou si vous connaissez des sites web de qualité traitant du thème abordé ici, merci de compléter l'article en donnant les références utiles à sa vérifiabilité et en les liant à la section « Notes et références ».
La lettre yogh, ou ȝoȝ, est une lettre originale de l'alphabet latin que l'on utilisait dans les manuscrits en moyen anglais (période médiévale s'étendant du XIe au XVe siècle). Elle est dérivée de la forme de la lettre g utilisée en vieil anglais, ᵹ, et a été utilisée en moyen anglais vernaculaire pour représenter un groupe de consonnes fricatives.

## Origines
Dans les manuscrits en vieil anglais (VIIIe–XIe siècle), la lettre g se traçait comme dans l'illustration (fig. 1). On reconnaît l'œil d'un g dans la graphie onciale insulaire d'Irlande : ce sont en effet des missionnaires irlandais qui, apportant le christianisme et ses textes, ont transmis l'alphabet latin aux Anglo-Saxons, écriture qui a remplacé l'alphabet runique. La graphie, sous la plume des scribes anglais, est devenue en moyen anglais une nouvelle lettre, ȝ (fig. 2).
Voici deux exemples de textes en vieil anglais puis en moyen anglais. L'extrait 1 est tiré du Beowulf (date de rédaction du manuscrit unique : Xe siècle), l'extrait 2 d'un poème écrit au XIIIe siècle, The Owl and the Nightingale. La première ligne montre la graphie des manuscrits (le g oncial insulaire et le yogh sont en rouge), la seconde ligne une version n'utilisant que l'alphabet latin habituel. Noter le g oncial capital et la présence d'autres lettres anciennes comme thorn ou wynn dans le texte en vieil anglais :

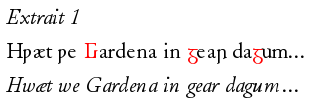
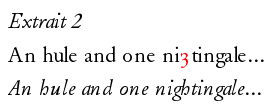

Voici, tirée d'une photographie du manuscrit du Beowulf (même extrait), la lettre g onciale irlandaise dans ses deux casses :

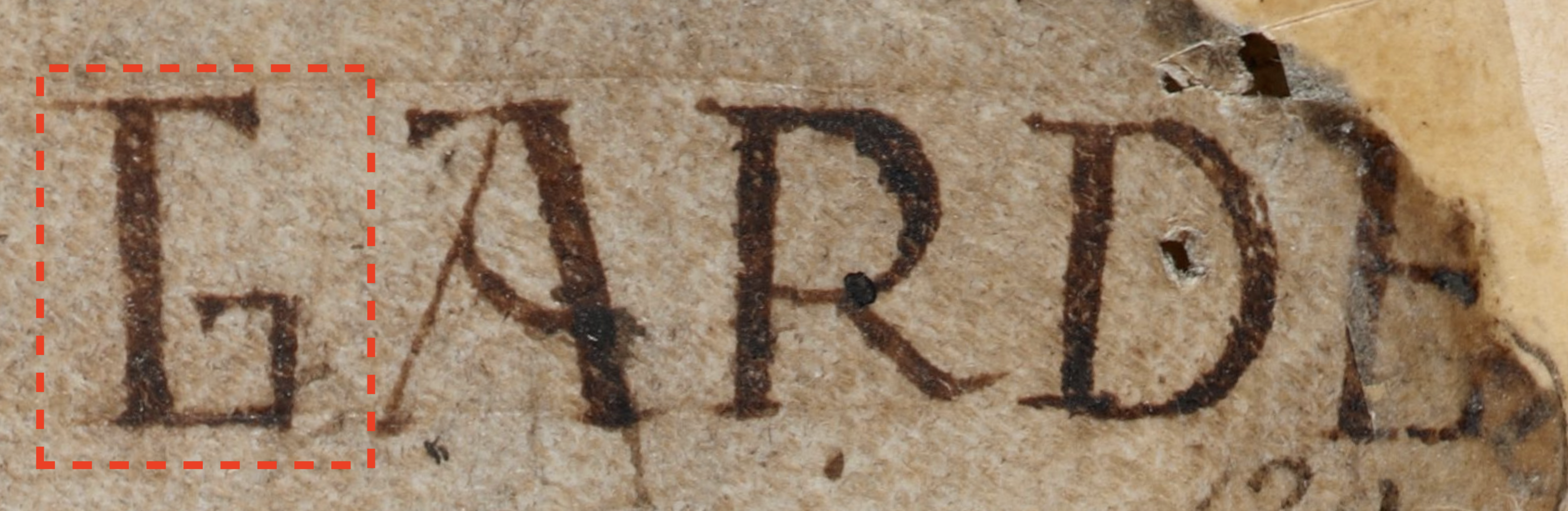
GARDE[NA]
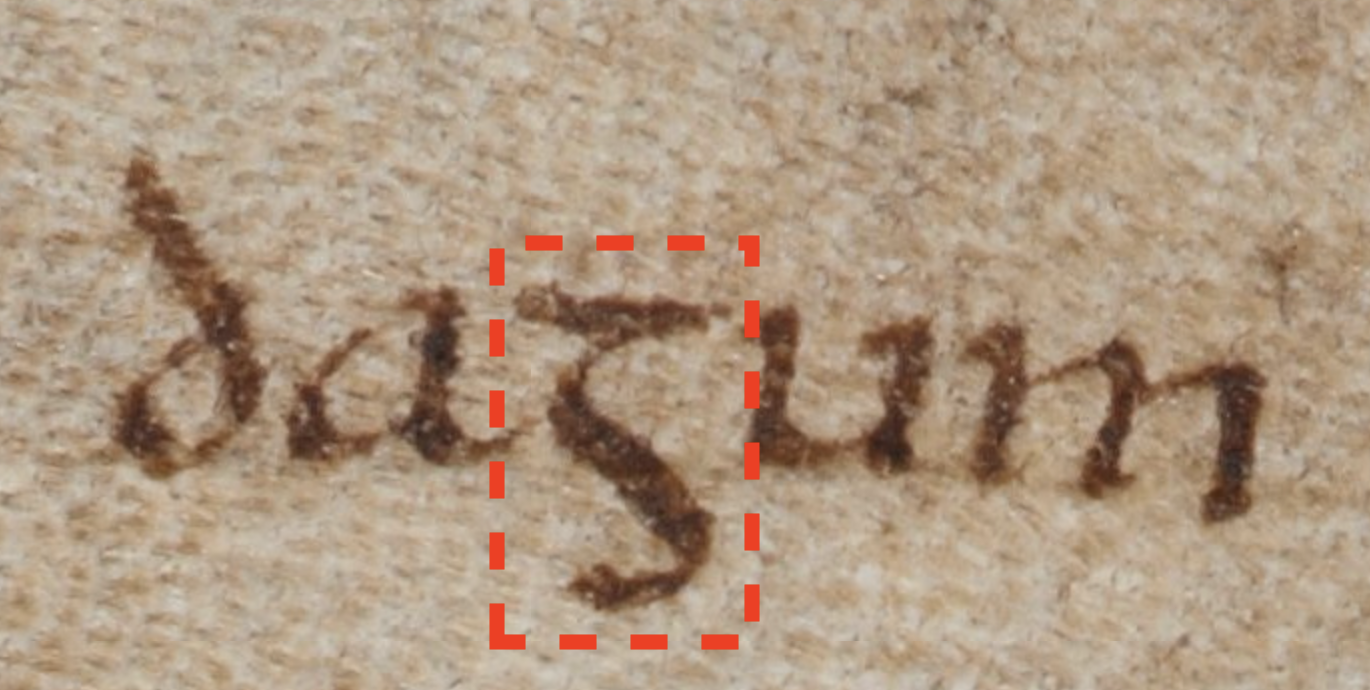
dagum

Voici la lettre ȝ dans The Owl and the Nightingale :

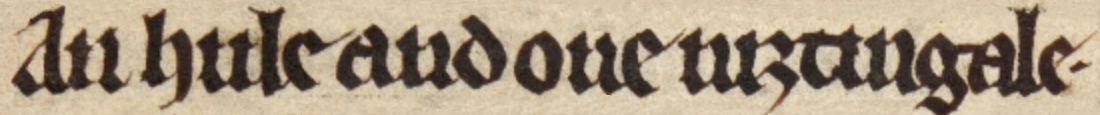
an hule and one niȝtingale

Au cours de la période du moyen anglais (XIIe–XVe siècle) yogh, comme les autres lettres germaniques, disparaît progressivement, remplacé par g, y ou gh en fin de mot, en partie parce que cette lettre était inconnue des usages écrits apportés par les scribes anglo-normands. L'ignorance de sa spécificité a parfois conduit les scribes à confondre yogh et z et utiliser ce dernier à la place de la lettre particulière (de même que y a pu remplacer þ). L'avènement de l'imprimerie marque la disparition définitive des lettres anciennes déjà mourantes.

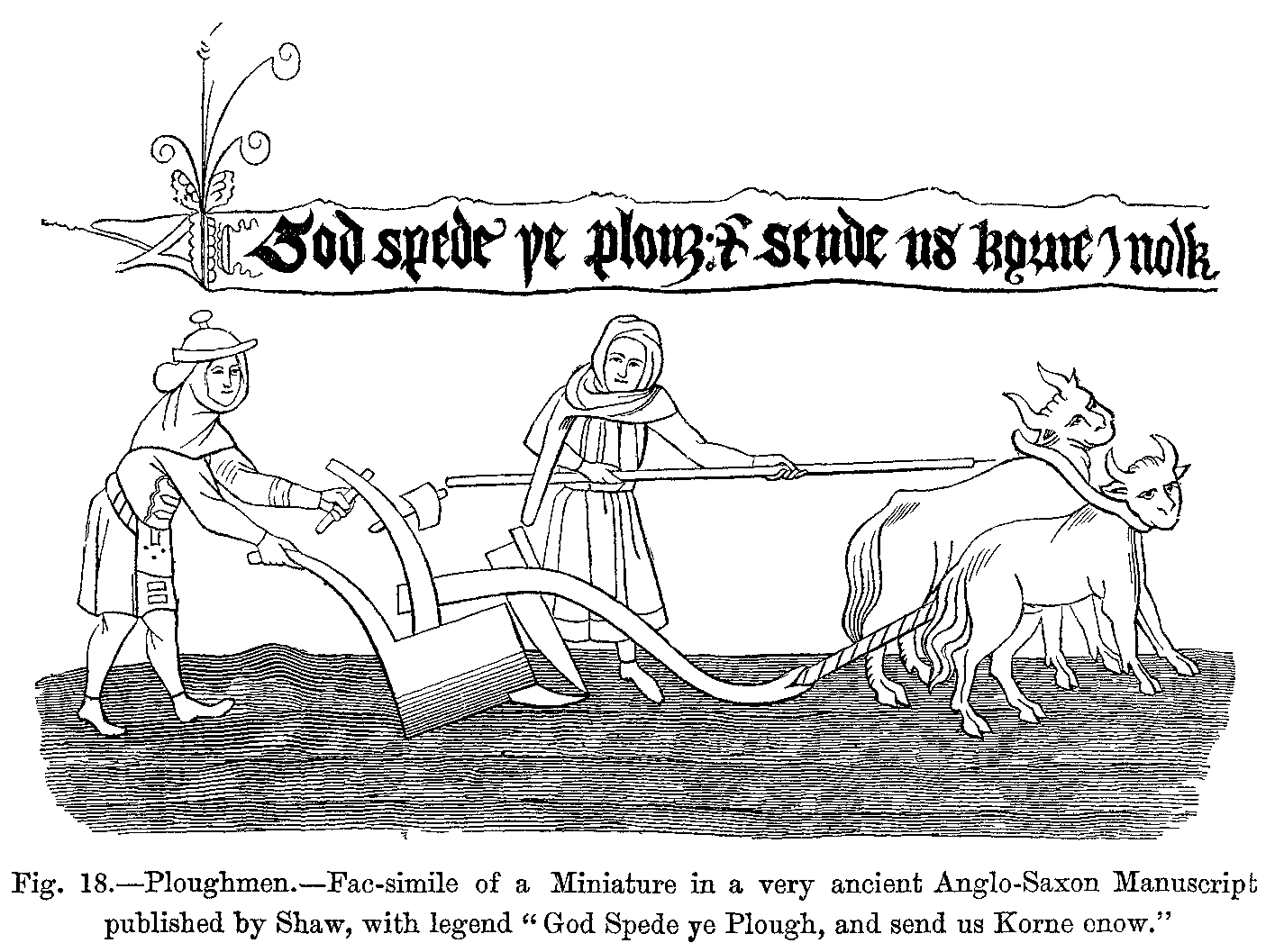
Yogh utilisé pour /x/ : God spede þe plouȝ: & sende us korne inow.
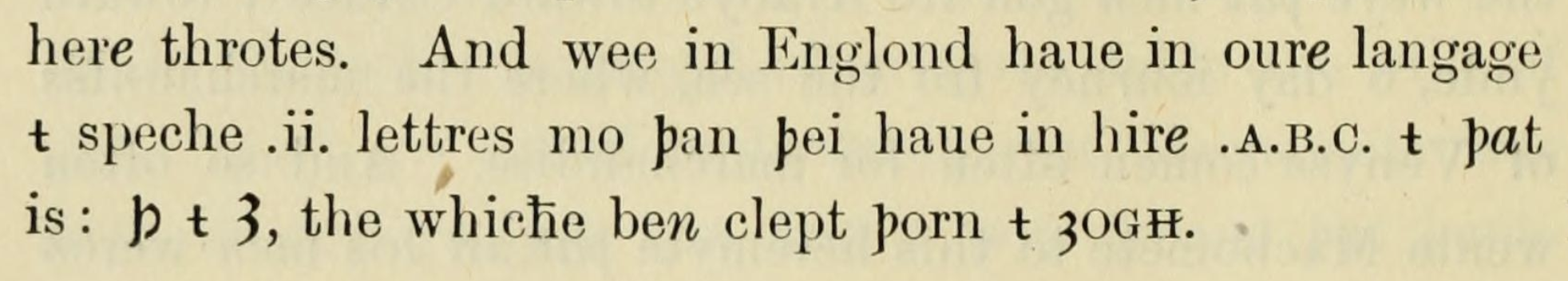
Traduction anglaise de Paul Hamelius (en) de 1919 d’un texte de Jean d'Outremeuse décrivant les lettres anglaises thorn et yogh dans un manuscrit du XVe siècle.

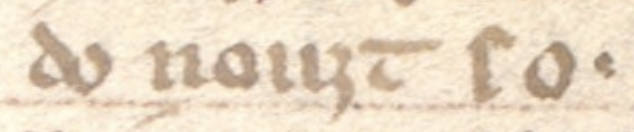
‹ do nouȝt so › dans The romance of Guy of Warwick dans le manuscript d’Auchinleck de c. 1370.
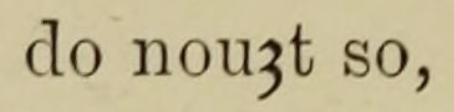
‹ do nouȝt so › reproduit dans The romance of Guy of Warwick de Julius Zupitza publié en 1887.

## Utilisation
Note : la transcription phonétique est en API.
L'ancien anglais ne connaît pas le yogh mais un g venu de la graphie irlandaise servant à noter un ancien *g proto-germanique. Or, ce phonème connaît en vieil anglais de nombreux allophones. Il se réalise normalement :
- [j] (y dans yourte) devant ou après les lettres i, æ, e et y (sauf si a, o ou u le suivent directement) ;
- [dʒ] (j dans John) après n ou dans le digramme cg ;
- [ɣ] entre voyelles si a, o ou u le suivent ou après consonne et devant ces voyelles ;
- [g] en début de mot devant une consonne ou les voyelles a, o et u.

En moyen anglais, la lettre onciale est encore utilisée mais a pris une nouvelle forme (fig. 2), une sorte de z cursif , qui se nomme yogh. Quand elle vaut le son [g] (et aussi [dʒ]), les scribes anglo-normands lui préfèrent la lettre caroline g, qu'ils utilisaient ainsi sur le continent. Yogh sert alors seulement pour des sons que les usages anglo-normands ne prévoient pas :
- [j] ancien issu de g vieil anglais ;
- [w] issu d'un ancien [ɣ] (son qui ne s'est pas poursuivi en moyen anglais). L'orthographe a dans ce cas parfois conservé par tradition un yogh là où un wynn (ou uu ou encore w) serait attendu : fēolaga [feːəlɑɣɑ] →  felaȝ(e) [feːlaw(ə)] → fellow ['feləʊ] « compagnon » ;
- le phonème /x/ en fin de mot ou devant consonne sourde (réalisé [x] ou [ç], selon la voyelle précédente, comme ch dans l'allemand Nacht ou ich), écrit auparavant de préférence h :  vieil anglais niht → moyen anglais niȝt, tous deux valant /nixt/ [niçt] (actuellement [naɪt]) « nuit ».

En sorte, le moyen anglais connaît deux variantes de la lettre g : le yogh (prononcé [j], [x] et [w]) issu du g insulaire vieil anglais et le g continental apporté par les scribes normands ([ɡ] et [dʒ]).
Entre les XIIIe et XVe siècles, y pour [j] et gh pour [x] remplacent petit à petit yogh dans tous ses usages. Le phonème [x] en fin de mot, de plus, s'amuït, sauf dans quelques-uns où il évolue en [f]. L'orthographe en porte la trace : vieil anglais : þurh [θurx] → moyen : þruȝ puis through [θrʊx] (noter la métathèse de consonnes) → moderne : through [θɹuː] « à travers ». L'orthographe actuelle ne témoigne de la présence ancienne du yogh que par son digramme gh.
La lettre yogh ne sert en fait que très peu aux linguistes : ceux-ci préféreront en effet utiliser un symbole moins ambigu, comme j ou χ, etc. En revanche, c'est en philologie, dans la translittération des manuscrits, qu'il trouve tout son sens.
Pour des raisons techniques historiques, les caractères yogh ‹ ȝ ›, l’epsilon réfléchi ‹ ɜ ›, ou même le chiffre 3 ‹ 3 ›, sont utilisés à la place du Ꜣ (alef égyptologique) en égyptologie.
Rasmus Rask utilise la lettre yogh (en contraste avec la lettre ej ‹ ʒ ›) dans sa transcription du géorgien et de l’arménien Nonnulla de pleno systemate Sibilantium in lingvis montanis publiés en 1832.

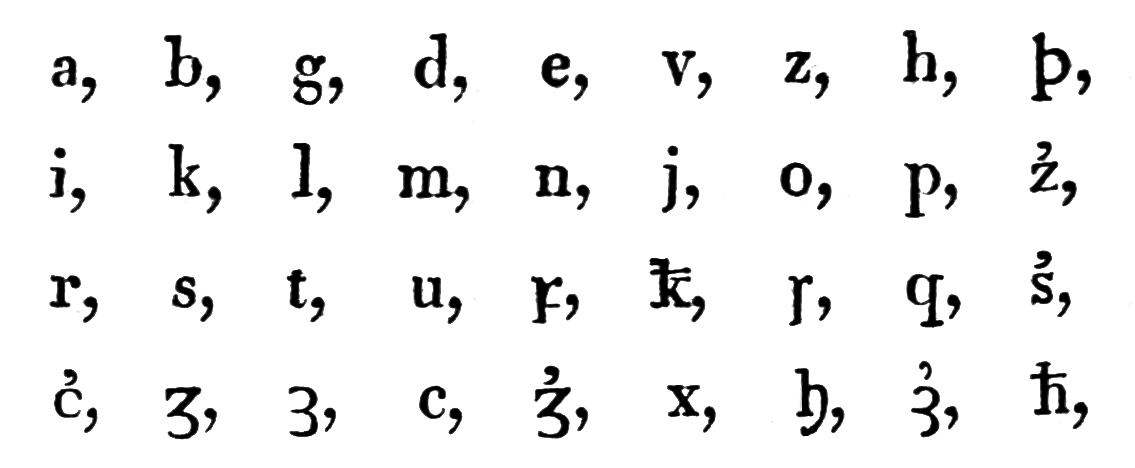
Alphabet proposé par Rasmus Rask pour la translittération du géorgien en 1832.

## Formes

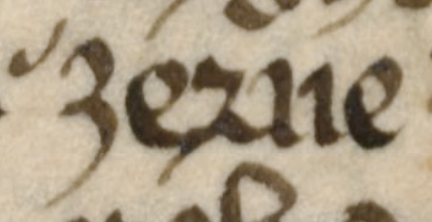
Yogh dans Cambridge, Corpus Christi College, MS 032, f. 181v.
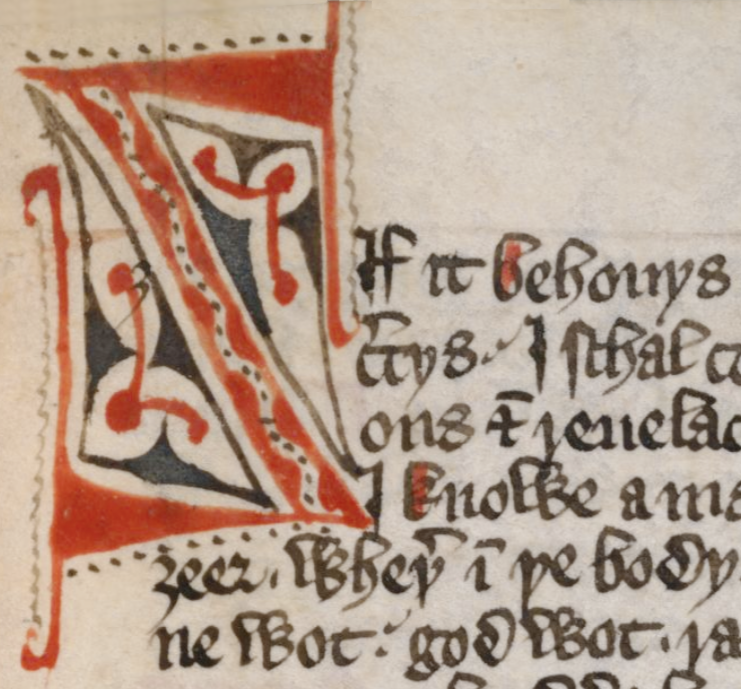
Yogh capitale enluminée dans Cambridge, Corpus Christi College, MS 032, f. 182r.
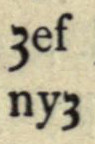
Yogh majuscule dans Ȝef, et minuscule, dans nyȝ, dans Sisam 1921.
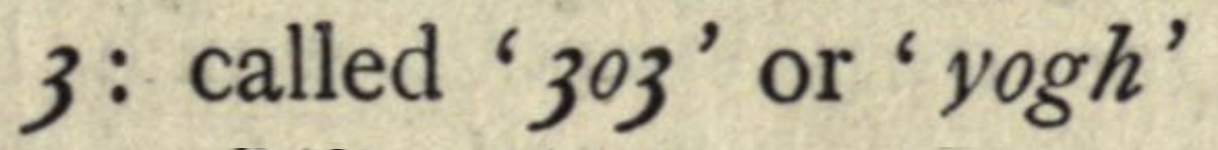
Yogh italique dans Sisam 1921.
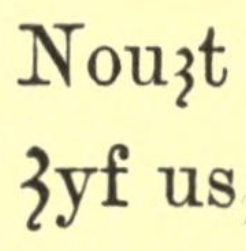
Yogh dans un ouvrage de Karl D. Bülbring publié par la Early English Text Society en 1891.
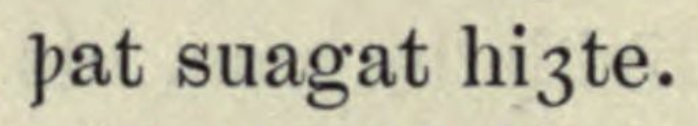
Extrait de An Old and Middle English reader, 1893, avec yogh.
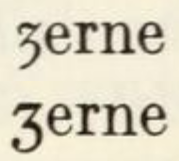
Yogh dans un ouvrage de Margaret Joyce Powell publié par la Early English Text Society en 1916.

## Codage informatique
La graphie en vieil anglais de g est parfois rendue dans les éditions philologiques modernes par un ej (ou un ej bouclé : ʓ) ; il existe un caractère plus adapté qu'un vrai ej, c'est ᵹ U+1D79, cependant rarement inclus dans les polices de caractères. Ainsi, on pourra lire ʒear / ʓear / ᵹear pour gear, qu'on transcrit sinon plus simplement gēar. Le mot est devenu ȝere (yere) en moyen anglais, de là year « année ». On utilise parfois, toujours pour l'ancien anglais, ȝ, bien que ce soit un anachronisme.
La norme Unicode, dans ses débuts, ne distinguait pas yogh ȝ de ej ʒ, les deux étant codés par ej. Ce ne sont cependant pas les mêmes caractères. L'erreur a été corrigée dans la 3e version d'Unicode. Actuellement, on code yogh par U+021C pour la capitale et U+021D pour la minuscule, soient :
- capitale Ȝ
  - UTF-8 : 0xC8 0x9D ;
  - UTF-8 octal : \310\235 ;
  - entité numérique décimale HTML : &#541; ;
- minuscule ȝ
  - UTF-8 : 0xC8 0x9C ;
  - UTF-8 octal : \310\234
  - entité numérique décimale HTML : &#540;.